# White Island

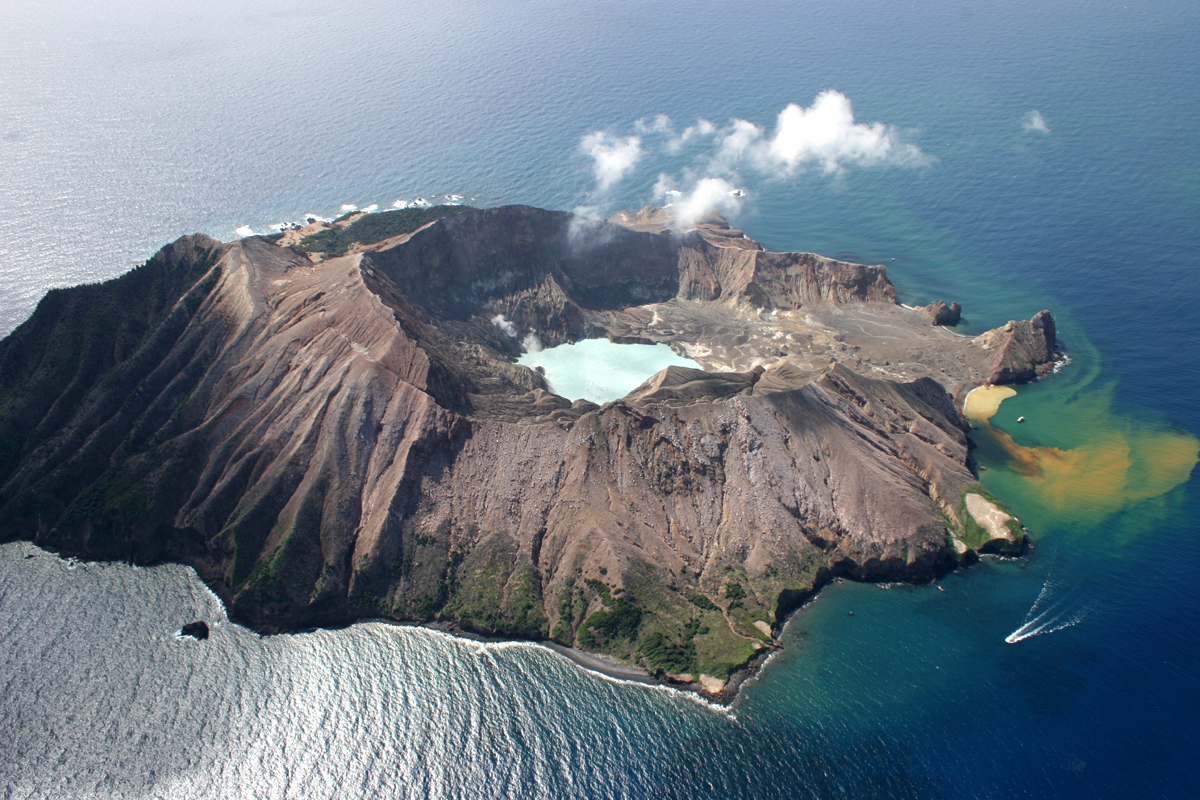
Perspectiva des del sud

Whakaari/White Island ([faˈkaːɾi]; també conegut només com a White Island) és una petita illa estratovolcànica andesita activa i deshabitada, situada a 48 km. de la costa est de l'illa del Nord de Nova Zelanda, a la badia de l'Abundància. És el volcà cono més actiu de Nova Zelanda i s'ha creat mitjançant l'activitat volcànica contínua durant els darrers 150.000 anys. Les poblacions continentals més properes són Whakatane i Tauranga. L'illa ha estat en una etapa gairebé contínua d'alliberament de gas volcànic almenys des que va ser vista per James Cook el 1769. El volcà entrà en erupció contínua des de desembre de 1975 fins a setembre de 2000, marcant l'episodi d'erupció històrica més llarg del món, segons GeoNet, i també al 2012, 2016 i 2019.
L'illa és aproximadament circular, d'uns 2 km. de diàmetre i s'eleva fins a una altura de 321 m. sobre el nivell del mar. Té una superfície d'aproximadament 325 ha. L'illa esmentada és només el pic d'un volcà submarí molt més gran, que s'eleva fins a 1.600 metres sobre el fons marí. La mineria de sofre hi fou una activitat econòmica present fins que, finalment, finalitzà a la dècada de 1930. L'any 1914, una part del cràter s'enfonsà i destruí una de les mines de sofre que s'estava construint i, fins aquell moment, provocà la major catàstrofe volcànica en termes de pèrdues de vides humanes, en la que hi moriren 10 treballadors. Al segle XXI les principals activitats a l'illa són les visites guiades i la investigació científica.
A les 14:11 hores del 9 de desembre de 2019 es produí una gran erupció, que provocà un mínim de 16 víctimes mortals i 31 ferits, la majoria per haver rebut cremades greus. En el moment de l'erupció es trobaven 47 persones a l'illa, tots elles turistes o treballadors turístics. L'accés a l'illa només està permès com a membre d'una ruta dirigida per un operador turístic registrat. Una segona erupció succeí pocs després de la primera.